# Sputnik V

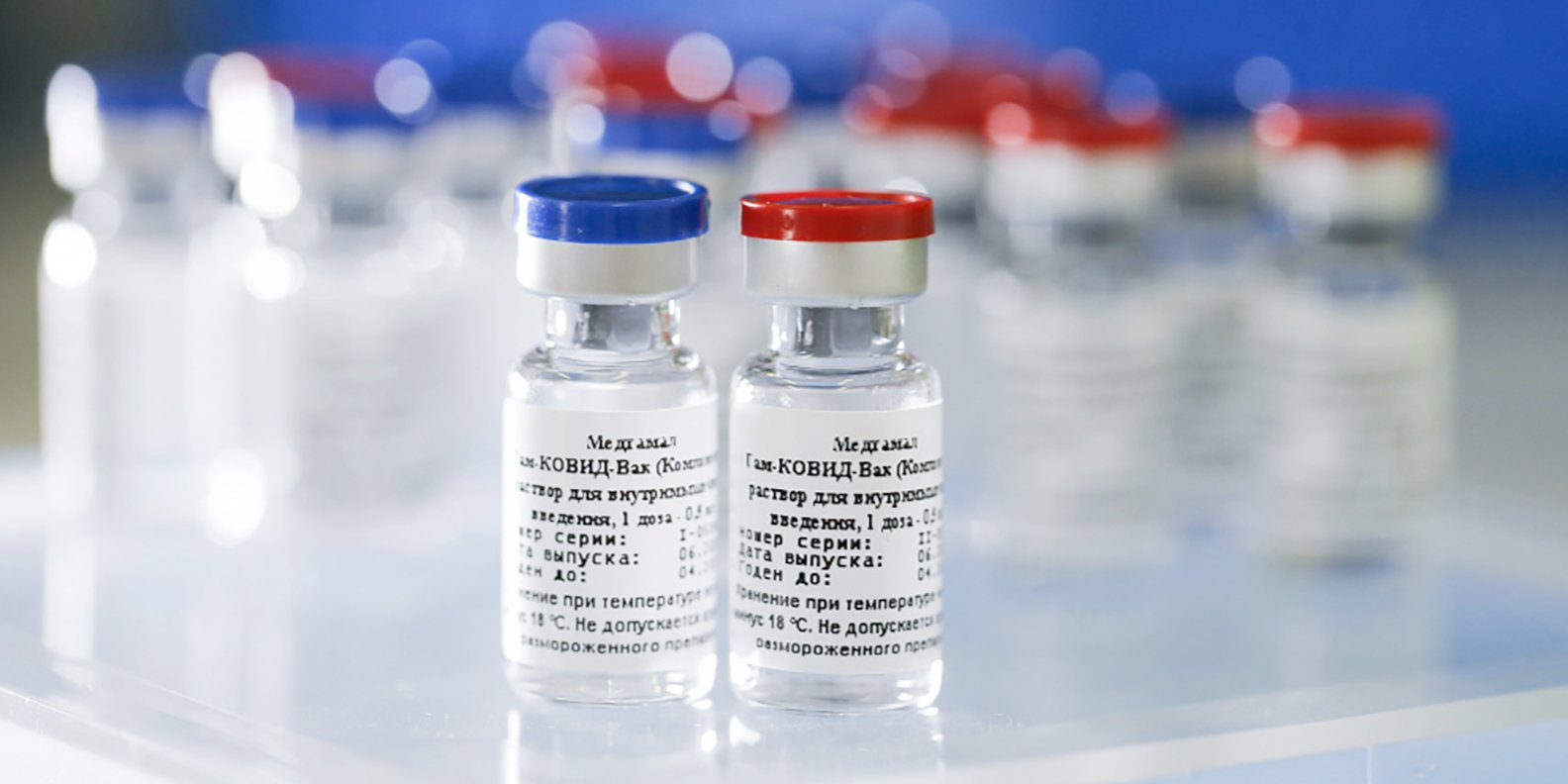
Gam-Covid-Vak eller Sputnik V

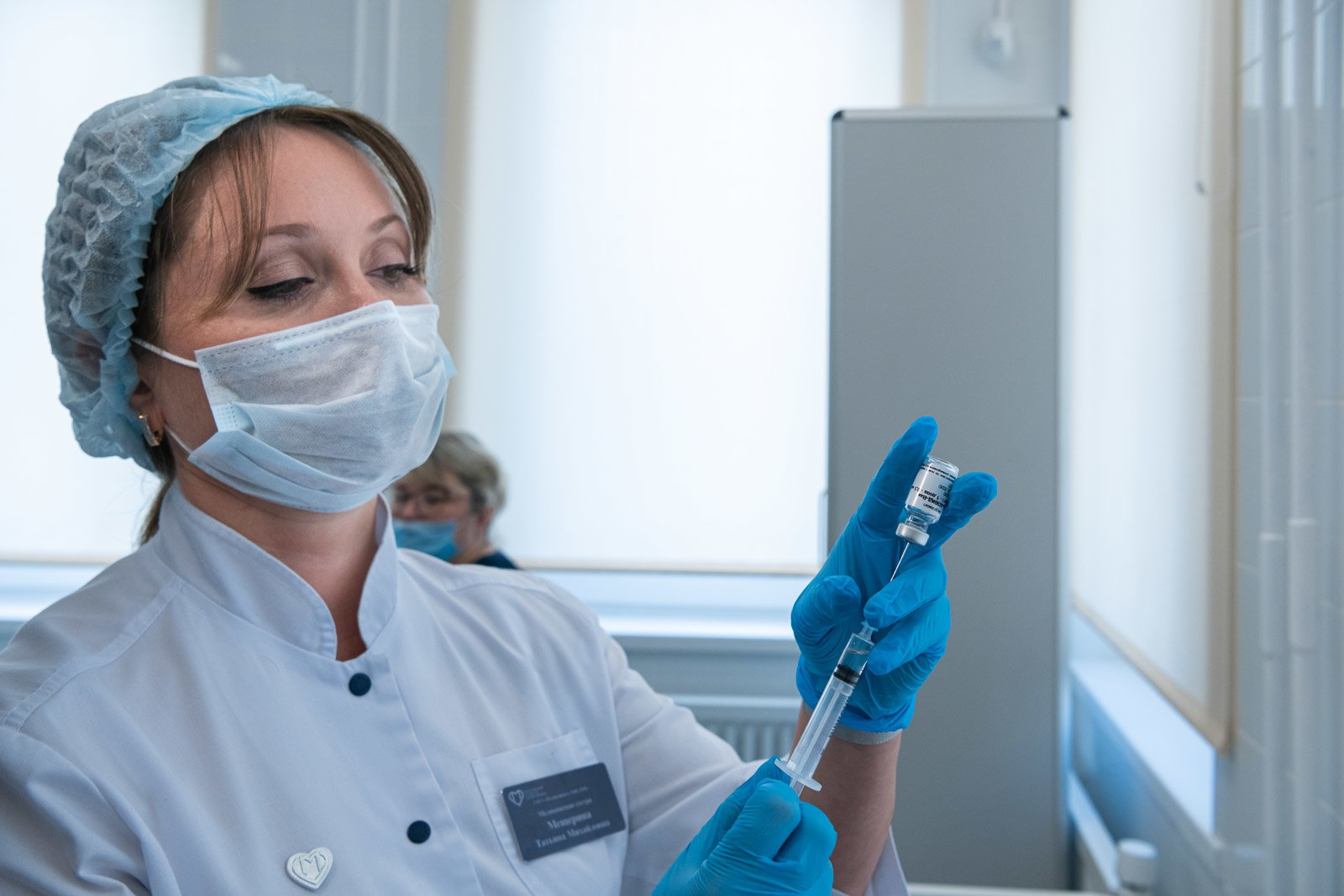
Sjuksköterska i Moskva förbereder injektion av dos av Sputnik V på sjukvårdspersonal, september 2020

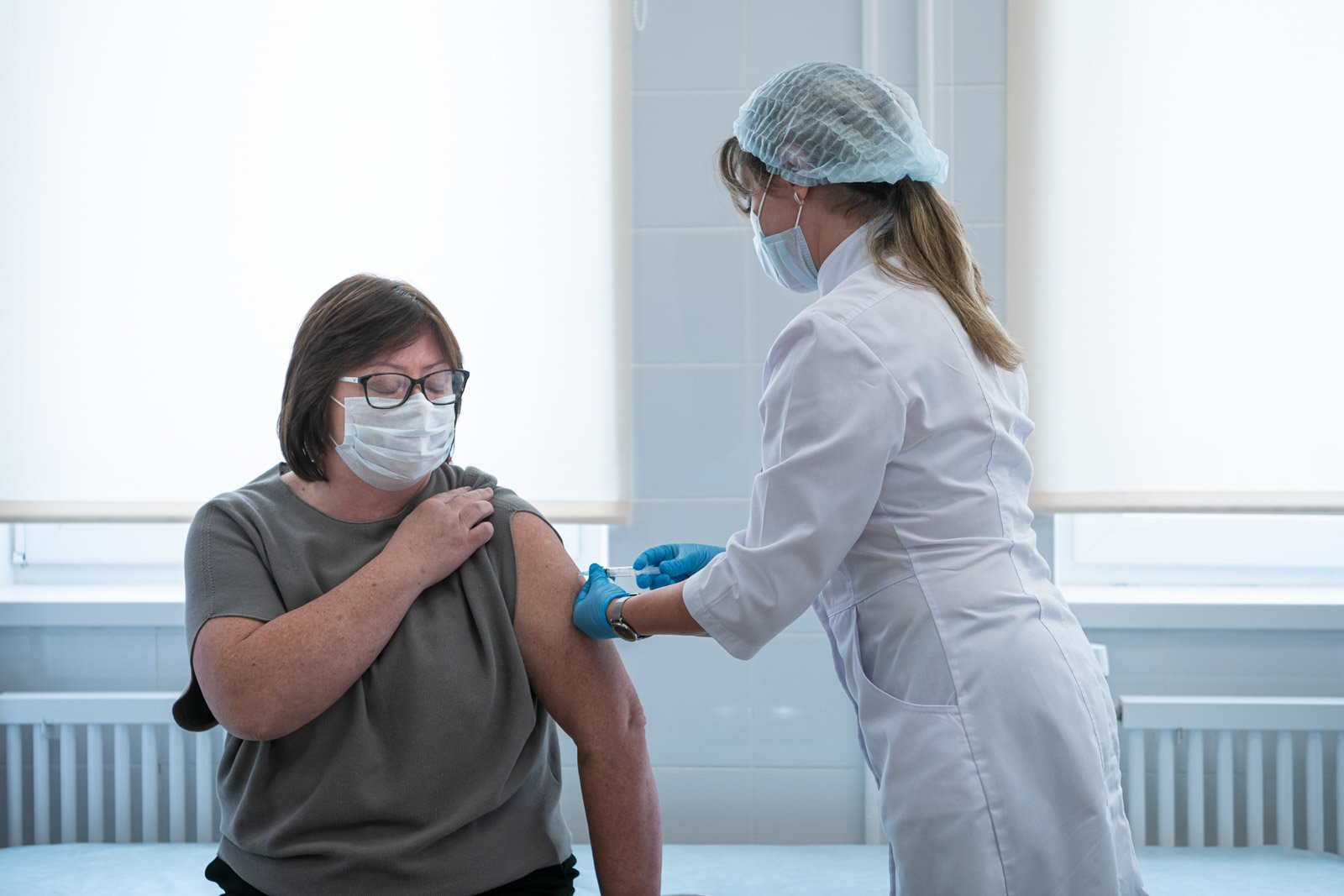
Vaccinering av sjukvårdpersonal i Moskva i september 2020

Gam-Covid-Vax, eller Sputnik V, (ryska: Гам-КОВИД-Вак respektive Спутник V), är ett ryskt covid-19-vaccin, som utvecklats av Gamaleja-institutet för epidemiologi och mikrobiologi i Moskva. Utvecklingen finansierades av den ryska statliga investeringsfonden Rysslands nationella förmögenhetsfond (RDIF).
Vaccinet består av två komponenter med två adenovirus-vektorer, vilka ges till patienten med tre veckors mellanrum. Denna metod för vaccinframställning med två vektorer i samma vaccin, som tidigare har använts av Gamalejainstitutet, syftar till att ge högre immunitet genom att kringgå eventuell immunitet mot den första dosens adenovirusvektor. Det valda genetiska materialet är DNA, vilket skiljer Sputnik V från de budbärar-RNA-baserade Comirnaty och COVID-19 Vaccine Moderna. DNA-användningen innebär att en mer stabil molekyl används, vilket gör att vaccinet kan förvaras och transporteras på ett enklare vis.  Vaccinet finns tillgängligt i två olika former, dels fryst med en lagrings- och transporttemperatur på -18°C, och dels frystorkat med en lagrings- och transporttemperatur på +2°C till +8°C. Detta medger distribution via standardiserade distributionskanaler för läkemedel och inte minst, till svårtillgängliga områden.

## Historik
Gamaleja-institutet för epidemiologi och mikrobiologi påbörjade våren 2020 utveckling av ett covid-19-vaccin, baserat på tidigare arbeten med att utveckla tekniker för vaccinframställning bland annat av MERS och Ebola-vaccin. Vaccinet baseras på olika stammar av icke-replikerande, rekombinanta humana adenovirus som vektorer. I denna typ av vaccin fungerar adenoviruset  som bärare av genetiskt material från det virus som man vill skapa ett immunologiskt skydd mot. Då adenoviruset inte kan replikera i kroppen, kan det inte orsaka sjukdom.

## Utvecklingsarbete och fas I/II- och fas III-studier
Juni-augusti 2020 genomfördes en fas I/II-studie.   Fas-III-studien påbörjades i augusti 2020 i Ryssland, Vitryssland, Förenade Arabemiraten (UAE), Indien, Venezuela, Egypten och Brasilien. I början av november 2020 publicerades interimsresultat från fas-III studien där vaccinet sägs ha 92% effektivitet baserat på 40 000 försökspersoner. Den 14 december rapporterades resultat från den tredje och sista kontrollpunkten i fas-III studien baserad på 22 714 försökspersoner som fått båda doserna. Effektiviteten rapporteras vara 91,4% respektive 100% mot den allvarliga varianten. Studien omfattade 20 000 personer, effektiviteten var 91,6%. För de 2 144 av deltagarna i studien som var över 60 år var effektiviteten 91,8%. Inga allvarliga biverkningar rapporterades, dessa var begränsade till influensaliknande symptom och smärta vid injektionsstället. Effektiviteten mättes baserat på laboratorietestade, konstaterade fall av Covid-19. Inga av de konstaterade fallen utvecklades till den allvarliga formen av Covid-19. Det är för närvarade okänt om vaccinerade personer som utsatts för smitta kan sprida smitta vidare.   
I april 2021 förhandspublicerades en studie baserad på 3,8 miljoner vaccinerade i Ryssland som indikerar 97,6% effektivitet.

## Godkännande och produktion
Ryssland godkände i augusti 2020 Sputnik V för akutanvändning utan att fas III-studie genomförts. Detta motiverades med att den adenovirusmetod som utvecklats av Gamaleja-institutet, ansågs väl utprovad genom tidigare vaccinutveckling. Ryssland blev därmed det första landet som godkände ett covid-19-vaccin för akutanvändning.
Sputnik V fick initialt ett blandat internationellt mottagande beroende på ett snabbt godkännande för akutanvändning i Ryssland och att detaljerad information om de kliniska studierna initialt inte fanns tillgängliga. I maj 2021 hade Sputnik V dock godkänts för akutanvändning i ett 60-tal länder. Europeiska läkemedelsmyndigheten påbörjade en löpande granskning i april 2021.
Vaccinet produceras för den ryska marknaden av sju företag och institut. Avtal om produktion av Sputnik V i Indien har tecknats med de indiska företagen Stelis Biopharma Virchow Biotech, Hetero Biopharma, och Panacea Biotech.  Tre avtal om produktion av Sputnik V i Kina har tecknats med Shenzhen Yuanxing Gene-tech Co.,Ltd. TopRidge Pharma och Hualan. Ett avtal om produktion av Sputnik V i Egypten har tecknats med det Egyptiska företaget Minapharm om produktion av 40 miljoner doser.

## Samarbete med Astra Zeneca
I december 2020 påbörjades ett samarbetet med Astra Zeneca, efter det att AstraZenecas publicerade resultat av fas III-studie visat i viss mån oklara resultat beträffande effekt (engelska: "efficacy"). Samarbetet gäller prov på effekt av att kombinera Astra Zenecas AZD1222-vaccin med Sputnik V, som bägge är adenovirusbaserade, vilket också skulle innebära användning av flera olika adenovirusvektorer i samma vaccin.